# Ejeme (kommunhuvudort)
Ejeme är en kommunhuvudort i Spanien.   Den ligger i provinsen Provincia de Salamanca och regionen Kastilien och Leon, i den centrala delen av landet, 160 km väster om huvudstaden Madrid. Ejeme ligger 816 meter över havet och antalet invånare är 159.
Terrängen runt Ejeme är huvudsakligen platt. Ejeme ligger nere i en dal. Runt Ejeme är det mycket glesbefolkat, med 5 invånare per kvadratkilometer. Närmaste större samhälle är Alba de Tormes, 7,0 km norr om Ejeme. Trakten runt Ejeme består till största delen av jordbruksmark.